# Syrrhopodon parasiticus
Syrrhopodon parasiticus är en bladmossart som först beskrevs av C. Müller, och fick sitt nu gällande namn av Florschütz 1964. Syrrhopodon parasiticus ingår i släktet Syrrhopodon och familjen Calymperaceae. Inga underarter finns listade i Catalogue of Life.